# Charles Courant
Charles Courant (14 april 1896 - Montreux, 26 juni 1982) was een Zwitsers worstelaar. Hij nam deel aan de Olympische Zomerspelen van 1920 in Antwerpen en de Olympische Zomerspelen van 1924 in Parijs. Hij behaalde daarbij een zilveren en een bronzen medaille.

## Belangrijkste resultaten

### Olympische Zomerspelen 1920
Charles Courant was een van de 77 Zwitserse deelnemers aan de Olympische Zomerspelen van 1920. Binnen de sport van het worstelen op deze Spelen nam hij deel aan de discipline van de vrije stijl bij de halfzwaargewichten (minder dan 82,5 kg). Hij was de enige Zwitserse deelnemer op dit onderdeel.
Courant kwam op 25 augustus 1920 in actie in de feestzaal van de Zoo van Antwerpen, waar het worstelen werd georganiseerd. In de eerste ronde won hij na een beslissing van de jury van de Zuid-Afrikaan Jan van Rensburg. Diezelfde dag nog behaalde hij in de kwartfinale de overwinning tegen de Belg Henri Snoeck. Op 27 augustus 1920 volgde zijn halve finale, waarin hij het opnam tegen de Amerikaan John Redman. Hoewel hij deze halve finale won, blesseerde Courant zich tijdens deze wedstrijd aan zijn enkel. Hierdoor kon hij niet met volle kracht aantreden in de finale tegen de Zweed Anders Larsson. Courant was niet in staat de finale af te maken en behaalde hierdoor de zilveren medaille.

### Olympische Zomerspelen 1924
Tijdens de Olympische Zomerspelen van 1924 in Parijs trad Courant wederom aan bij de halfzwaargewichten. Hij was een van de twee Zwitserse deelnemers aan dit onderdeel, de andere was Fritz Roth. De competitie vond plaats in de Vélodrome d'Hiver.
Courant won op 11 juli 1924 in de eerste ronde van de Amerikaan Charles Strack na een beslissing van de jury. In de kwartfinale op 12 juli 1924 won hij van de Deen Poul Hansen, eveneens na een beslissing van de jury. In de halve finale op 13 juli 1924 verloor hij echter van de Zweed Rudolf Svensson, de latere zilveren gemedailleerde. Op 14 juli 1924 ten slotte behaalde Courant alsnog de bronzen medaille met twee walk-overs.

### Overzicht
| Jaar | Plaats    | Onderdeel                      | Resultaat | Prestaties |
| ---- | --------- | ------------------------------ | --------- | --- |
| 1920 | Antwerpen | halfzwaargewichten vrije stijl | Zilver    | eerste ronde: W van RSA Jan van Rensburg kwartfinale: W van BEL Henri Snoeck halve finale: W van USA John Redman finale: V van SWE Anders Larsson                                   |
| 1924 | Parijs    | halfzwaargewichten vrije stijl | Brons     | eerste ronde: W van USA Charles Strack kwartfinale: W van DEN Poul Hansen halve finale: V van SWE Rudolf Svensson bronzen halve finale: W (walk-over) bronzen finale: W (walk-over) |